# Marinai... per forza
Marinai... per forza (We're in the Navy Now) è un film muto del 1926 diretto da A. Edward Sutherland. Una copia del film è custodita presso l'UCLA Film and Television Archives.